# Władysław Kornicki
Władysław Kornicki (ur. 13 maja 1878 w Łopiance, zm. w 1940 w ZSRR) – pułkownik saperów Wojska Polskiego, ofiara zbrodni katyńskiej.

## Życiorys
Władysław Kornicki urodził się 13 maja 1878 w Łopiance jako syn Władysława i Heleny z domu Porębowicz. Po ukończeniu 7-letniej Wojskowej Szkoły Realnej w Wiedniu w 1896, tamże kontynuował naukę w Technicznej Akademii Wojskowej, którą ukończył w 1899. W latach 1899–1909 służył w batalionie pionierów nr 5 w Krems na stanowisku młodszego oficera kompanii i adiutanta batalionu (1909–1910). W okresie 1907–1908 ukończył kurs inżynierii we Lwowie. W 1911 został przeniesiony do batalionu pionierów nr 11 w Przemyślu na stanowisko komendanta kompanii, a w następnym roku do batalionu saperów nr 3 w Gorycji na takie samo stanowisko.
Podczas I wojny światowej był na froncie komendantem kompanii w sb. 3, a następnie batalionie saperów nr 28. W 1915 został ranny. Do 1918 dowodził batalionem zapasowym w Osijeku.
Z dniem 1 listopada 1918 roku został przyjęty do Wojska Polskiego z zatwierdzeniem posiadanego stopnia majora i wyznaczony na dowódcę V batalionu saperów w Krakowie. W 1919 był polowym szefem Inżynierii i Saperów przy dowództwie Frontu Galicyjskiego i szefem Inżynierii i Saperów Dowództwa Okręgu Generalnego „Lwów”, a w roku następnym dowódcą Grupy Inżynierii Nr 5.
W 1921 powrócił na stanowisko szefa Inżynierii i Saperów DOGen. „Lwów”, a następnie Dowództwa Okręgu Korpusu Nr VI we Lwowie. Od 1 czerwca 1921 pozostawał w ewidencji 6 pułku saperów. W 1922 został czasowo odkomenderowany na Politechnikę Lwowską w charakterze wykładowcy z pozostawieniem na dotychczasowym stanowisku, a także skierowany na stanowisko dyrektora nauk organizowanego Wydziału Inżynierii w Głównej Szkole Artylerii i Inżynierii w Warszawie. W latach 1923–1926 był szefem Inżynierii i Saperów w Dowództwie Okręgu Korpusu Nr VI we Lwowie. W maju 1926 został przeniesiony do kadry korpusu oficerów inżynierii i saperów, i przydzielony na stanowisko pełniącego obowiązki szefa Wojsk Technicznych Okręgu Korpusu Nr X w Przemyślu. Wkrótce został zatwierdzony na tym stanowisku. W ostatnim roku swej służby wojskowej był szefem saperów w DOK VI.
Z dniem 31 maja 1928 został przeniesiony w stan spoczynku. Mieszkał we Lwowie. W 1934 pozostawał w ewidencji Powiatowej Komendy Uzupełnień Lwów Miasto. Posiadał przydział do Oficerskiej Kadry Okręgowej Nr VI. Był wówczas w „dyspozycji dowódcy Okręgu Korpusu Nr VI”. W udzielonej opinii stwierdzono:

Bardzo dobry fachowiec, oficer zdolny, pracowity, gruntownie wyszkolony, posiadający duże doświadczenie polowe, sumienny, nadaje się na każde samodzielne stanowisko, odznacza się wysokim uświadomieniem narodowym.

W maju 1940 został zamordowany przez funkcjonariuszy NKWD na terytorium ówczesnej Ukraińskiej Socjalistycznej Republiki Radzieckiej. Jego nazwisko figuruje na tzw. Ukraińskiej Liście Katyńskiej pod pozycją 1452 (lista dyspozycyjna nr 055/5). Został pochowany na otwartym w 2012 Polskim Cmentarzu Wojennym w Kijowie-Bykowni.
W 1906 poślubił Włoszkę Amelię Roth, z którą miał trzech synów, w tym Ryszarda Kornickiego, żołnierza WiN, dziadka Zbigniewa Ziobry.

## Awanse
- podporucznik – 1 września 1899[15]
- porucznik – 1 listopada 1904
- kapitan – 1 maja 1913
- major – 1918
- podpułkownik – 11 czerwca 1920 zatwierdzony z dniem 1 kwietnia 1920 w „Inżynierii Saperach, w grupie oficerów byłej armii austro-węgierskiej”[16]
- pułkownik – 3 maja 1922 weryfikowany ze starszeństwem z dniem 1 czerwca 1919 w korpusie oficerów inżynierii i saperów[17].

## Odznaczenia

### polskie
- Krzyż Walecznych (1922)[18]
- Złoty Krzyż Zasługi
- Srebrny Krzyż Zasługi

### austro-węgierskie
- Krzyż Zasługi Wojskowej z mieczami i dekoracją wojenną – dwukrotnie (po raz drugi w 1917)[19][4]
- Srebrny Medal Zasługi Wojskowej z mieczami na wstążce Krzyża Zasługi Wojskowej[4]
- Brązowy Medal Zasługi Wojskowej z mieczami na wstążce Krzyża Zasługi Wojskowej[4]
- Krzyż Wojskowy Karola[4]
- Krzyż Jubileuszowy Wojskowy[4]
- Krzyż Pamiątkowy Mobilizacji 1912–1913[4]
- Krzyż Żelazny[potrzebny przypis]